# 9871 Jeon
A 9871 Jeon (ideiglenes jelöléssel 1992 DG1) a Naprendszer kisbolygóövében található aszteroida. Fudzsii Tecuja és Vatanabe Kazuró fedezte fel 1992. február 28-án.